# أمة

مصطلح الأمة مصطلح قانوني وسياسي يستخدم للإشارة للجماعة من أي أجناس. مستقرة من الناس يرتبط أفرادها بروابط واضحة مثل اللغة أو التاريخ أو الجنس أو الدين من ناحية، أو متخيلة مثل المصالح المشتركة والغايات الواحدة أو حتى النسب المشترك من ناحية أخرى، ويقطنون بقعة من الأرض حتى لو لم يخضعوا لنظام سياسي معين وتشمل الأمة أموات الشعب والأجيال التي ستأتي في المستقبل. وعُرّفت الأمة بأنها «هي جماعة سياسية متخيلة، وقد تم تخيلها على أساس، إنها محدودة وذات سيادة بطبيعتها. وهي متخيلة لأن أعضاء الأمم، حتى أصغرها حجمًا، لن يتوصلوا قط إلى التعرف إلى بقية رفاقهم من الأعضاء، أو الالتقاء بهم أو حتى السماع عنهم، ومع ذلك فإن صورة جماعتهم تعيش في ذهن كل منهم» ويتداخل مفهوم الأمة بتقسيمات مشابهة، فيتقاطع مع مفاهيم الشعب والقومية والعرق تارة ويتمايز عنها تارة أخرى، كما تحكم قوانين الدول علاقة المصطلح والتداخل السابق مع مفاهيم المواطنة والجنسية.
في المقابل يُنظَر إلى الأمة وفق مفاهيم الدولة القومية بارتباطها بكيان سياسي معين وبقعة من الأرض كحقيقة وكيان مجرد له وجود مستقل عن المواطنين الذين على قيد الحياة في لحظة معينة، فهي شخص حقيقي قانوني معنوي حر، يتجاوز الأجيال المتعاقبة لأنه موجود عبر القرون المتتالية وما المواطنين إلا مسافرين عابرين، فالأمة هي كل الاجيال السابقة والمعاصرة بل واللاحقة أيضا، أي هي كل المواطنين الأحياء والأموات بل ومن لم يولد بعد فهي الماضي والحاضر والمستقبل، فهي تسمو على الشعب الحالي للدولة ووجودها يسمو على وجوده، لأنها توجد قبله ومعه وبعده، أي أنها مستمرة بعد انقضاء الجيل الحالي للشعب.
فالأمة هي التركيبة التي يتحقق فيها وبموجبها الامتداد القانوني والمتضامن بين الاجيال المتعاقبة ودوام وثبات المصالح الكبيرة المشتركة.